# Georg Klemperer
Georg David Klemperer, född 10 maj 1865 i Landsberg an der Warthe, död 25 december 1946 i Boston, var en tysk läkare. Han var bror till tuberkulosforskaren Felix Klemperer och litteraturvetaren Victor Klemperer.
Klemperer blev 1897 professor i Berlin, var 1906–1910 direktor för Moabitsjukhuset, 1910–1914 för institutet för cancerforskning och från 1920 för en medicinsk klinik vid Charitésjukhuset. Han avskedades 1933 på grund av sitt judiska ursprung och emigrerade 1935 till USA.
Klemperer utgav, tillsammans med Ernst Viktor von Leyden, samlingsverket Handbuch der Ernährungstherapie und Diätetik (två band, 1898; ny upplaga 1903). Han författade bland annat Der jetzige Stand der Krebsforschung (1912) och Grundriss der klinischen Diagnostik (23:e upplagan 1923) och, tillsammans med Lasar Dünner, Grundriss der klinischen Therapie innerer Krankheiten (1922) samt utgav Therapie der Gegenwart (från 1899) och Zeitschrift für klinische Medizin.